# David Chidgey, Baron Chidgey

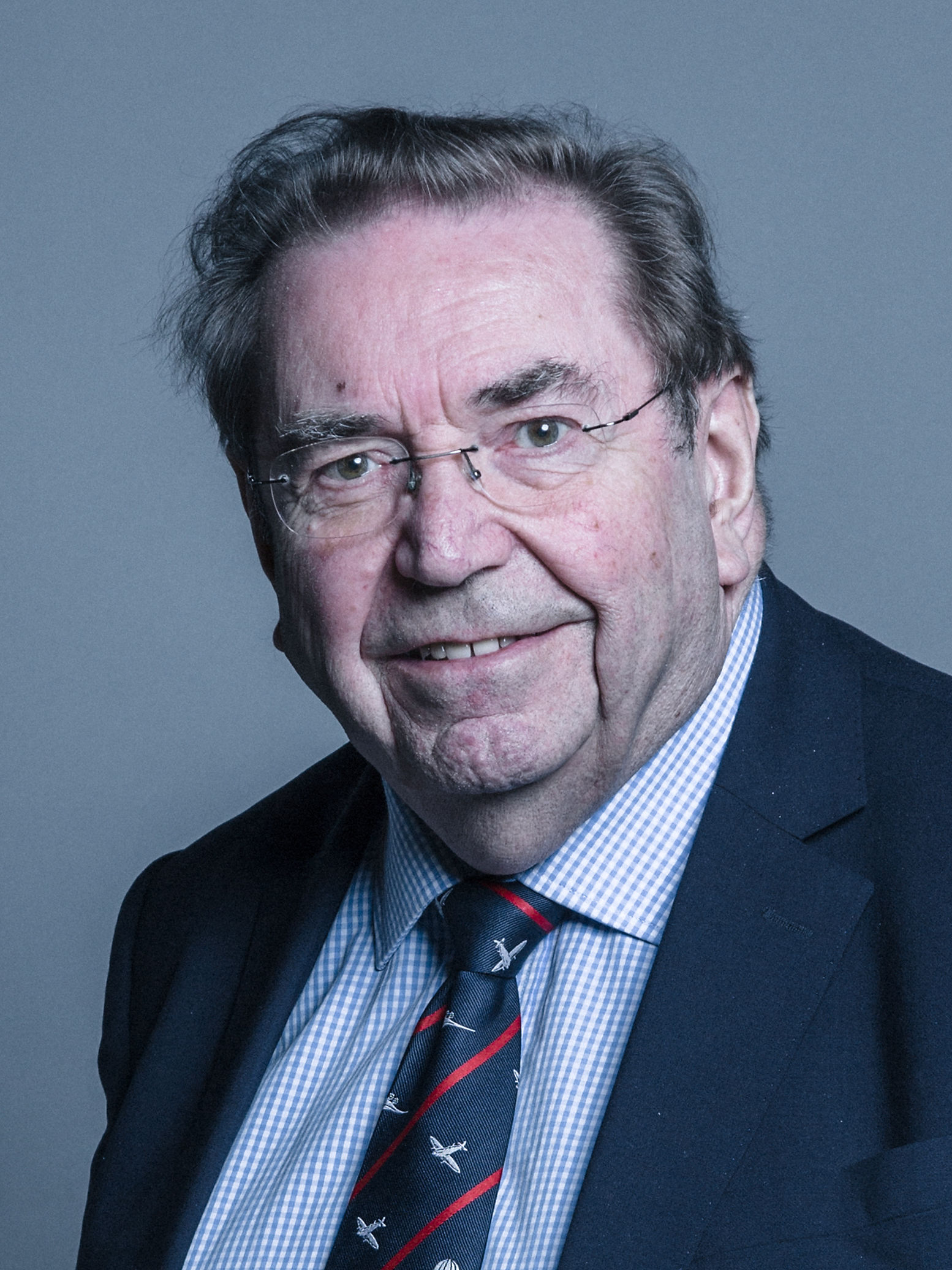
David Chidgey, Baron Chidgey

(George William) David Chidgey, Baron Chidgey (* 9. Juli 1942 in Basingstoke, Vereinigtes Königreich; † 15. Februar 2022) war ein britischer Politiker der Liberal Democrats und Life Peer.

## Frühes Leben
Chidgey besuchte die Brune Park County High School (heute Brune Park Community College) in Gosport. Er machte eine Ausbildung zum Chartered Engineer und studierte Maschinenbau am Admiralty College in Portsmouth sowie Bauingenieurwesen an der University of Portsmouth. Bis 1973 arbeitete er für das Hampshire County Council und anschließend bis 1994 als beratender Ingenieur für Brian Colquhoun and Partners.

## Politische Karriere
Chidgey war von der Mitte der 1970er bis in die frühen 1990er Jahre Ratsherr in den Stadträten von New Alresford und Winchester. 1988 trat er im Rahmen einer Nachwahl zum Europaparlament für den Wahlkreis Hampshire Central an und kandidierte ebenfalls bei der Wahl zum Europaparlament im Jahr 1989. Von 1992 bis 1994 war er Regionalvorsitzender der Liberal Democrats für Hampshire und Wight.
Bei den Britischen Unterhauswahlen 1992 kandidierte er erstmals für den Wahlkreis Eastleigh in Hampshire und belegte den zweiten Platz hinter Stephen Milligan, seinem Wettbewerber der Conservative Party. Nach Milligans Tod 1994 gewann Chidgey die Nachwahl im selben Jahr und verdrängte die Konservativen auf den dritten Platz. Sowohl 1997 als auch 2001 wurde er wiedergewählt. 2005 stellte er sich nicht mehr zur Wahl.
Von 2001 bis 2005 war er im House of Commons Mitglied der Gruppe der Vorsitzenden und Sprecher für die Themenbereiche Arbeit und Ausbildung, Verkehr sowie Handel und Wirtschaft. Von 1999 bis 2005 war er Mitglied des Ausschusses für außenpolitische Angelegenheiten und von 2003 bis 2005 Mitglied im gemeinsamen Ausschuss für Menschenrechte des britischen Parlaments.
Anlässlich seines Ausscheidens aus dem House of Commons wurde er am 17. Juni 2005 als Baron Chidgey, of Hamble-le-Rice in the County of Hampshire, zum Life Peer erhoben und wurde dadurch Mitglied des House of Lords. Im Parlament war er von 2005 bis 2006 Sprecher der Liberal Democrats für das Verteidigungs-Ressort.
Ab 2007 war Chidgey Mitglied im Regierungsrat der Internationalen Nichtregierungsorganisation AWEPA.
Im Jahr 2008 wurde er zum Vorsitzenden der Aufsichtskommission für den Think Tank Commonwealth Policy Studies Unit ernannt, der sich mit politischen Fragestellungen im gesamten Commonwealth beschäftigt.

## Persönliches
Chidgey heiratete 1965 in Gosport seine Ehefrau April Carolyn Idris-Jones. Aus der Verbindung gingen ein Sohn und zwei Töchter hervor. Chidgey starb im Februar 2022 nach längerer Krankheit im Alter von 79 Jahren.